# Костянтин III (легендарний король Британії)
Костянтин III, син Кадора Корнуолльського − легендарний король Британії, спадкоємець короля Артура.
Імовірно, історичним прототипом був Костянтин, король Думнонії, згаданий святим Гільдою Премудрим.

## Легенда
Вперше Костянтин як Артурів спадкоємець постає в творах Гальфрида Монмутського та авторів його традиції. Костянтин пережив битву при Камланні, і Артур лишив йому свою корону. Потім Костянтин відвоював Британію в саксонців та двох синів Мордреда, і коли вони переховувалися від нього в церкві Святого Амфібала в Вінчестері − він зарубав їх просто перед вівтарями. За три роки йому прийшла кара Божа за це святотатство − його вбив власний племінник, Аврелій Конан, який став королем після нього.
У дещо оптимістичніших фарбах Костянтина змальовує Лайамон − в нього Костянтин постає як гідний король, який правив так само добре, як і Артур.
Лицарські романи звертаються до Костянтина порівняно рідко. В Ly Myreur des Histors Жана д’Утремьоза згадується, що здобути корону йому допоміг Ланселот. 
В «Смерті Артура» сера Томаса Мелорі вказано, що сер Костянтин був регентом Британії під час Римської війни Артура. Костянтин змальований як гідний спадкоємець Артура, зокрема він відновив архієпископство Кентерберійське. Сюжет про синів Мордреда відсутній.
В португальського романіста 16 ст. Жорже Васконселуша був роман «Меморіал про діяння Другого Круглого Столу» (Memorial das Proezas da Segunda Távola Redonda), присвячений добі Костянтина. Самого Костянтина ототожнено з сером Саграмуром Бажаним, лицарем із Костянтинополя. Костянтин постає як чоловік Селевкії, доньки Артура від його першої дружини Лізамори, та гідний король; Костянтин та Селевкія виховують доньку Лікориду.
Також за доби Костянтина починається дія лицарського роману «Хавелок-датчанин».
В ранніх версіях казки про Хлопчика-Мізинчика, де діють зокрема персонажі артурівського циклу (сам Артур та Мерлін), фігурує спадкоємець короля Артура на ім’я Тунстон (Thunstone).

## Питання про історичність
Перераховані Гальфридом спадкоємці Артура (Костянтин, Аврелій Конан, Вортипор, Маглокун, Керетік) засновані на п’яти лихих королях (Костянтин Думнонський, Аврелій Конан, Вортипор, Кунеглас, Маглокун), яких викривав у своїй проповіді «Про падіння та завоювання Британії» святий Гільда. Зокрема, сюжет про вбивство двох принців перед вівтарями церков перенесено з проповідей Гільди майже дослівно. Існують різні гіпотези про особистість короля Костянтина Думнонського, але сказати щось напевно доволі важко.